# فولكس فاغن كرافتر
فولكس واجن كرافتر هو عربة نقل ثقيل المصنعة منذ عام 2006 خلفا لفولكس واجن LT. تم تطويره من خلال مشروع مشترك مع مرسيدس بنز الذي التي تسوق تحت اسم مرسيدس بنز سبرينتر.

## تصميم
الفرنسي مصمم السيارة لوران مولي هو المسؤول عن التصميم الأمامي، والذي أخذ من فولكس فاجن كونسليشن.